# Гвоздев-Ростовский, Василий Иванович
Князь Василий Иванович Гвоздев-Ростовский (ум. после 1599) — стольник, рында и воевода, единственный сын дворянина московского князя Ивана Фёдоровича Гвоздева-Ростовского.

## Биография
В 1588 году сопровождал царя Фёдора Иоанновича в его «походе» на богомолье в Троице-Сергиеву лавру. Во время царского богомольного похода у царя Фёдора Иоанновича в селе Тонинском обедали боярин Иван Васильевич Годунов и окольничий Пётр Семёнович Лобанов-Ростовский. В большой стол должен был смотреть князь Иван Никитич Одоевский, а в кривой стол — князь Василий Иванович Гвоздев-Ростовский. В. И. Гвоздев затеял местнический спор с князем И. Н. Одоевским. Царь Фёдор Иоаннович без суда приказал князя Гвоздева бить батогами, а затем выдать головой князю Одоевскому. Вместо князя Гвоздева у стола велено было быть Алексею Романовичу Плещееву, но он был челом царю на князя Гвоздева. В этот и другой раз князь В. И. Гвоздев-Ростовский был выдан головой Ивану Дмитриевичу Плещееву, «а сказка ему была, что мочно, тебе, князь Василью, менши быть меншаго Иванова племянника Алексея Романова сына Плещеева».
Той же осенью 1588 года у царя обедали бояре, князья Тимофей Романович Трубецкой и Дмитрий Иванович Хворостинин. На этот раз князь В. И. Гвоздев-Ростовский уже не местничал с князем И. Н. Одоевским и «сказывал в кривой стол», тогда как князь Одоевский «сказывал в большой стол».
В ноябре 1588 года князь В. И. Гвоздев-Ростовский несколько раз смотрел в кривой стол, когда у царя обедали архиепископ, епископы и бояре.
В апреле 1589 года во время приема царем Фёдором Иоанновичем в Золотой палате «турского посла» и «гостя» Цылебея, князь Гвоздев-Ростовский был рындой в белом платье. Через неделю, при приёме посланников германского императора Рудольфа, князья Василий Гвоздев-Ростовский и Андрей Бахтеяров-Ростовский, бывшие третьим и четвертым рындами, «били челом в отечестве» на князя Фёдора Ивановича Лыкова-Оболенского, назначенного вторым рындой. Чем окончился этот местнический спор — неизвестно. В 1591 году участвовал в походе против крымцев, за что пожалован золотым и шубою в 20 рублей. В 1593 году стольник, смотрел в большой Государев стол. В 1597 году первый воевода в Путивле. В мае 1598 года первый воевода Большого полка плавной рати по реке Ока, против крымцев. В 1598-1599 годах первый воевода в Кореле.
Последний представитель княжеского рода Гвоздвых-Ростовских.